# Hypoxylon subgilvum
Hypoxylon subgilvum är en svampart. Hypoxylon subgilvum ingår i släktet Hypoxylon och familjen kolkärnsvampar.

## Underarter
Arten delas in i följande underarter:
- microsporum
- subgilvum